# 北海道道706号南陽山部停車場線

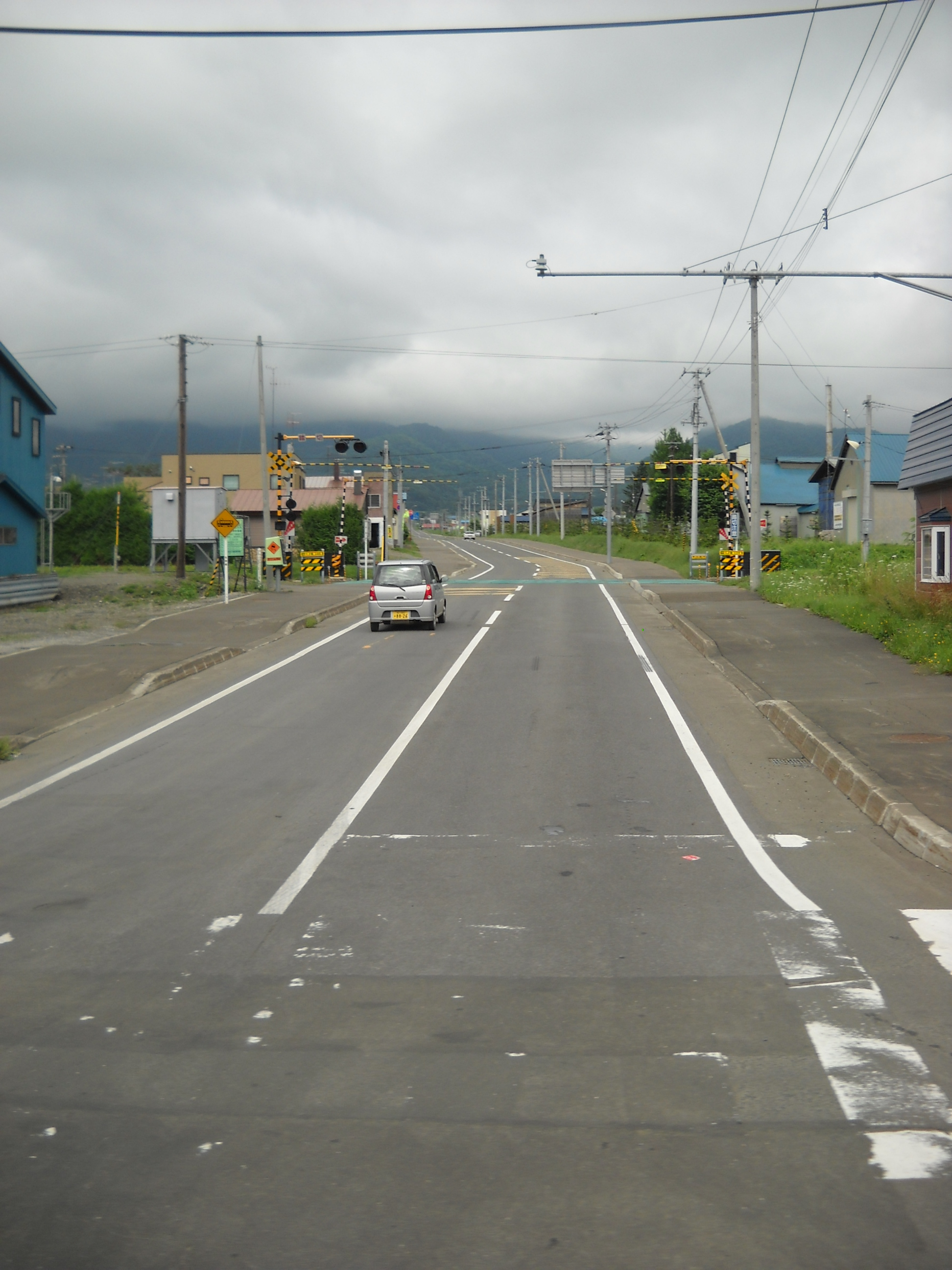
山部1・南3交差点（国道38号交点）から西を望む

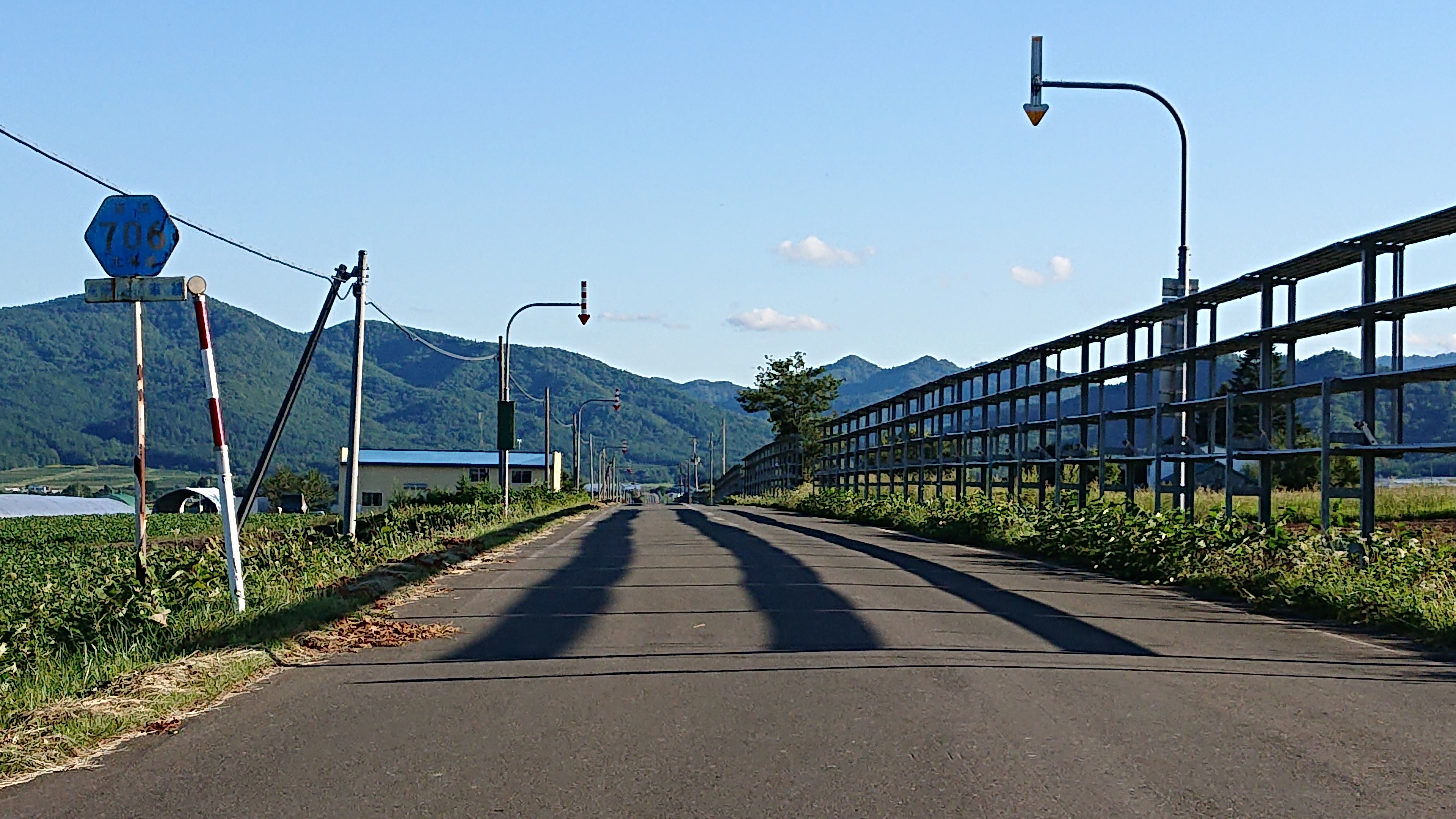
北海道道706号南陽山部停車場線

北海道道706号南陽山部停車場線（ほっかいどうどう706ごう なんようやまべていしゃじょうせん）は、北海道富良野市内を結ぶ一般道道（北海道道）である。

## 概要

### 路線データ
- 起点：北海道富良野市山部
- 終点：北海道富良野市山部市街地（JR北海道 根室本線 山部駅跡）
- 路線延長：7.9km（総延長、うち重複区間 0.3km）

## 歴史
- 1971年（昭和46年）3月31日 路線認定[1]。

## 路線状況

### 重複区間
- 山部市街地 山部1・南3交差点 - 山部1・南1交差点（国道38号）

## 地理

### 通過する自治体
- 上川総合振興局
  - 富良野市

### 交差する道路
富良野市
- 北海道道985号山部北の峰線 - 山部西二十線
- 国道38号 - 山部（重複）
- 北海道道544号麓郷山部停車場線 - 山部（重複）

### 沿線にある施設など
富良野市
- 富良野市立山部中学校 - 山部北町12-3
- セイコーマート富良野山部店 - 山部中町3-10